# Priscillianisme
Het Priscillianisme was een beweging in de christelijke kerk, ontstaan in de 4e eeuw op het Iberisch Schiereiland, die door velen als een ketterij werd beschouwd. De naam van de stroming is afgeleid van Priscillianus van Ávila, een Spaans geestelijke en bisschop.

## Kenmerken
Priscillianus had zich bekeerd tot een ascetisch christendom. Omdat er beperkte informatie te vinden is over zijn opvattingen is hij niet makkelijk bij een stroming in te delen. De theoloog en historicus Henry Chadwick deed in de jaren 70 onderzoek naar het Priscillianisme. In zijn onderzoek staat dat deze stroming sterk doet denken aan het Messalianisme, een stroming waarbij mensen rondzwervend baden en zongen. Verder was men binnen het priscillianisme sterk gericht op het ontvangen van de gaven van de Heilige Geest door ascese.
Priscillianus leidde een vroom leven op basis van apocriefe brieven die in de kringen rondgingen. Priscillianen (of Priscillianisten) werden in het begin bewonderd, en vooral door de vrome levenshouding van Priscillianus. Belangrijke kenmerken zijn het vasten en het zich terugtrekken om te bidden en Bijbelse teksten te bestuderen. Priscillianus stelde dat het goed is om familie te verlaten omdat men God meer moet liefhebben dan al het andere; het contrast tussen God en de wereld van de duivel stelde hij scherp.
Priscillianus was als bisschop van Ávila aangesteld, maar werd verbannen door keizer Gratianus. Toen de keizerlijke opvolger stierf en Magnus Maximus keizer werd, deed Priscillianus zelf een beroep op de keizer. Hij werd echter met vier volgelingen van de clerus gearresteerd, gemarteld en uiteindelijk onthoofd. Dit zal het grootste breekpunt tussen de Priscillianen en de orthodoxie zijn geweest. Priscillianen kenden ook het geestelijke huwelijk, zo blijkt uit het eerste concilie van Braga (561), waarin de beweging definitief wordt veroordeeld. Dit is de laatste keer dat er over deze stroming wordt gesproken. Het Priscillianisme kende enkratitische kenmerken en wordt gezien als de eerste westers-enkratitische beweging.